# Mitko Zenow
Mitko Zenow (bulgarisch Митко Ценов, englisch Mitko Tsenov; * 13. Juni 1993 in Mesdra) ist ein bulgarischer Mittel- und Langstreckenläufer der auch im Hindernislauf an den Start geht.

## Sportliche Laufbahn
Erste internationale Erfahrungen sammelte Mitko Zenow beim Europäischen Olympischen Jugendfestival (EYOF) 2009 in Tampere, bei dem er im 2000-Meter-Hindernislauf in 6:13,51 min den elften Platz belegte. Bei den Crosslauf-Weltmeisterschaften 2011 in Punta Umbría erreichte er nach 26:06 min Rang 86 in der U20-Wertung und anschließend gewann er bei den Balkan-Meisterschaften in Sliwen in 9:01,29 min die Bronzemedaille über 3000 m Hindernis, ehe er bei den Junioreneuropameisterschaften in Tallinn mit 9:22,99 min in der Vorrunde ausschied. 2012 gewann er bei den Balkan-Hallenmeisterschaften in Istanbul in 8:21,64 min die Bronzemedaille im 3000-Meter-Lauf und anschließend verpasste er bei den Juniorenweltmeisterschaften in Barcelona im Hindernislauf mit 8:57,98 min den Finaleinzug. Im Jahr darauf gewann er bei den Balkan-Hallenmeisterschaften in 8:13,73 min die Silbermedaille über 3000 Meter und im Sommer wurde er bei den U23-Europameisterschaften in Tampere im Hindernislauf im Finale disqualifiziert. Anschließend siegte er bei den Balkan-Meisterschaften in Stara Sagora in 8:46,69 min und schied dann bei den Weltmeisterschaften in Moskau mit 8:32,49 min in der Vorrunde aus. Im Dezember gewann er dann bei den Crosslauf-Europameisterschaften in Belgrad in 24:07 min die Silbermedaille hinter dem Belgier Pieter-Jan Hannes. 2014 gewann er bei den Balkan-Hallenmeisterschaften in 7:58,26 min erneut die Silbermedaille über 3000 Meter und bei den Freiluftmeisterschaften in Pitești siegte er in 8:52,33 min im Hindernislauf, ehe er bei den Europameisterschaften in Zürich nach 8:34,16 min auf dem neunten Platz einlief. Zudem verbesserte er in diesem Jahr den bulgarischen Landesrekord im Hindernislauf in Huelva auf 8:20,87 min.
2015 siegte er in 8:37,79 min bei den U23-Europameisterschaften in Tallinn und anschließend siegte er auch bei den Balkan-Meisterschaften in Pitești in 8:29,73 min. Daraufhin startete er bei den Weltmeisterschaften in Peking, bei denen er mit 9:02,72 min in der Vorrunde ausschied. Im Jahr darauf siegte er bei den Balkan-Meisterschaften in Pitești in 14:29,86 min im 5000-Meter-Lauf und schied anschließend bei den Europameisterschaften in Amsterdam mit 8:45,55 min im Vorlauf über 3000 m Hindernis aus. Zudem qualifizierte er sich für die Teilnahme an den Olympischen Spielen in Rio de Janeiro, bei denen er aber mit 8:54,79 min den Finaleinzug verpasste. 2017 belegte er bei den Balkan-Hallenmeisterschaften in Belgrad in 8:16,97 min den fünften Platz im 3000-Meter-Lauf und bei den Freiluftmeisterschaften in Novi Pazar siegte er in 3:50,81 min über 1500 Meter. Im Hindernislauf startete er im August erneut bei den Weltmeisterschaften in London, scheiterte dort mit 8:45,21 min aber erneut in der Vorrunde. Bei den Balkan-Hallenmeisterschaften 2018 belegte er in 3:54,85 min den fünften Platz im 1500-Meter-Lauf und Ende Juli siegte er dann bei den Balkan-Meisterschaften in Stara Sagora in 8:45,50 min im Hindernislauf, ehe er bei den Europameisterschaften in Berlin mit 8:36,39 min den Finaleinzug verpasste.
2019 siegte er bei den Balkan-Hallenmeisterschaften in Istanbul in 8:01,20 min über 3000 Meter und schied anschließend bei den Halleneuropameisterschaften in Glasgow mit 8:12,45 min im Vorlauf aus. Anfang September gewann er dann bei den Balkan-Meisterschaften in Prawez in 8:54,97 min die Bronzemedaille im Hindernislauf. Im Jahr darauf gewann er bei den Balkan-Hallenmeisterschaften in 3:50,46 min die Silbermedaille über 1500 Meter und bei den Freiluftmeisterschaften in Cluj-Napoca gewann er in 9:01,31 min die Bronzemedaille über 3000 m Hindernis. 2021 siegte er bei den Balkan-Hallenmeisterschaften in 3:45,97 min über 1500 Meter und schied anschließend bei den Halleneuropameisterschaften in Toruń mit neuer Bestleistung von 3:42,21 min im Vorlauf aus. Ende Juni siegte er dann in 8:48,00 min im Hindernislauf bei den Balkan-Meisterschaften in Smederevo.
In den Jahren 2011, 2013 und 2014 sowie 2017, 2020 und 2021 wurde Zenow bulgarischer Meister im 3000-Meter-Hindernislauf und 2015, 2016 und 2018 siegte er auch über 1500 Meter. 2016 siegte er zudem über 5000 Meter und 2017 im 800-Meter-Lauf. In der Halle siegte er 2013 und 2014 sowie 2019 und 2021 über 3000 Meter und 2014, 2017 und 2018 über 1500 Meter. Zudem wurde er 2017 und 2018 auch Hallenmeister über 800 Meter.

## Persönliche Bestleistungen
- 800 Meter: 1:50,48 min, 9. Juni 2016 in Stara Sagora
  - 800 Meter (Halle): 1:53,10 min, 4. Februar 2018 in Sofia
- 1500 Meter: 3:42,34 min, 19. Juli 2014 in Stara Sagora
  - 1500 Meter (Halle): 3:42,21 min, 4. März 2021 in Toruń
- 3000 Meter: 8:00,00 min, 17. Mai 2015 in Montgeron
  - 3000 Meter (Halle): 7:58,26 min, 22. Februar 2014 in Istanbul
- 5000 Meter: 14:04,23 min, 18. Mai 2019 in Sofia
- 3000 m Hindernis: 8:20,87 min, 12. Juni 2014 in Huelva (bulgarischer Rekord)